# Ibarama

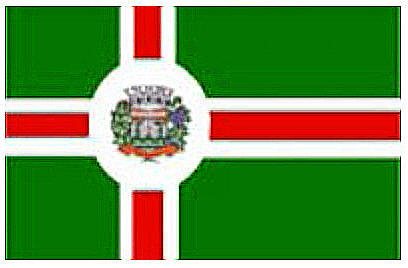
Bandera de Ibarama

Ibarama es un municipio brasileño del estado de Rio Grande do Sul.
Se encuentra ubicado a una latitud de 29º25'10" Sur y una longitud de 53º08'05" Oeste, estando a una altitud de 317 metros sobre el nivel del mar. Su población estimada para el año 2021 era de 4.393 habitantes.
Ocupa una superficie de 195,12 km².